# Caribbean Cup 1995
De Caribbean Cup 1995 was de 7de editie van het internationale voetbaltoernooi voor de leden van de Caraïbische Voetbalunie (CFU). Het toernooi werd van 19 juli tot en met 30 juli 1995 gehouden in Jamaica en de Kaaimaneilanden. Trinidad en Tobago won het toernooi door in de finale Saint Vincent en de Grenadines te verslaan met 5–0. Voordat het toernooi van start kon gaan konden landen zich kwalificeren door een kwalificatietoernooi. De Caribbean Cup geldt ook als kwalificatietoernooi voor de CONCACAF Gold Cup 1996. De winnaar en de nummer 2 plaatsen zich voor beiden voor dat toernooi.

## Deelnemers
| Ronde                                 | Landen | Aantal |
| ------------------------------------- | --- | ------ |
| Starten in de Voorronde               | - Nederlandse Antillen - Aruba | 2      |
| Starten in de Kwalificatie Groepsfase | Groep 1 - Cuba - Dominicaanse Republiek - Puerto Rico Groep 2 - Frans-Guyana - Martinique - Guadeloupe - Suriname Groep 3 - Barbados - Grenada - Guyana - Saint Lucia Groep 4 - Montserrat - Anguilla - Dominica - Saint Vincent en de Grenadines Groep 5 - Saint Kitts en Nevis - Antigua en Barbuda - Sint Maarten - Britse Maagdeneilanden | 19     |
| Start in Groepsfase                   | - Trinidad en Tobago (Gastland en titelhouder) - Kaaimaneilanden (Gastland) | 2      |

## Kwalificatie – Voorronde
|            |                               |       |                                               |                                     |
| 7 mei 1995 | Aruba                         | 3 – 4 | Nederlandse Antillen                          | Trinidad Stadion Oranjestad (Aruba) |
| 7 mei 1995 | Jonathan Lake Raphael Vanegas |       | Wensly Martina Kevin Jansen Francis Bonevacia | Trinidad Stadion Oranjestad (Aruba) |

|             |                                              |       |                           |                                                         |
| 14 mei 1995 | Nederlandse Antillen                         | 3 – 2 | Aruba                     | Bramendiweg Sportpark Willemstad (Nederlandse Antillen) |
| 14 mei 1995 | Churmel Lodovica Wensly Martina Kevin Jansen |       | Egbert Kock Jonathan Lake | Bramendiweg Sportpark Willemstad (Nederlandse Antillen) |

De Nederlandse Antillen plaatst zich voor de groepsfase van het hoofdtoernooi.

## Kwalificatie – Groepsfase

### Groep 1
| Team                   | Pnt. | Gsp. | W | G | V | DV | DT | DS  |
| ---------------------- | ---- | ---- | - | - | - | -- | -- | --- |
| Cuba                   | 9    | 3    | 3 | 0 | 0 | 15 | 0  | +15 |
| Nederlandse Antillen   | 4    | 3    | 1 | 1 | 1 | 4  | 6  | –2  |
| Dominicaanse Republiek | 3    | 3    | 1 | 0 | 2 | 4  | 6  | –2  |
| Puerto Rico            | 1    | 3    | 0 | 1 | 2 | 3  | 14 | –11 |

|             |                               |       |                      |                                                          |
| 23 mei 1995 | Cuba                          | 3 – 0 | Nederlandse Antillen | Estadio Quisqueya Santo Domingo (Dominicaanse Republiek) |
| 23 mei 1995 | Osmin Hernandez Andres Roldan |       |                      | Estadio Quisqueya Santo Domingo (Dominicaanse Republiek) |

|             |                                                   |       |             |                                                          |
| 23 mei 1995 | Dominicaanse Republiek                            | 3 – 1 | Puerto Rico | Estadio Quisqueya Santo Domingo (Dominicaanse Republiek) |
| 23 mei 1995 | Pablo García Pedro Aquino Victor Castillo Vicioso |       | Mark Lugris | Estadio Quisqueya Santo Domingo (Dominicaanse Republiek) |

|             |                        |                                           |      |                                                          |
| 25 mei 1995 | Dominicaanse Republiek | 0 – 3                                     | Cuba | Estadio Quisqueya Santo Domingo (Dominicaanse Republiek) |
| 25 mei 1995 |                        | Luis Marten Ariel Alvarez Osmin Hernandez |      | Estadio Quisqueya Santo Domingo (Dominicaanse Republiek) |

|             |                           |       |                      |                                                          |
| 25 mei 1995 | Puerto Rico               | 2 – 2 | Nederlandse Antillen | Estadio Quisqueya Santo Domingo (Dominicaanse Republiek) |
| 25 mei 1995 | Omar Montero Ramon Rivera |       | Richard Samboe       | Estadio Quisqueya Santo Domingo (Dominicaanse Republiek) |

|             |                        |       |                                 |                                                          |
| 27 mei 1995 | Dominicaanse Republiek | 1 – 2 | Nederlandse Antillen            | Estadio Quisqueya Santo Domingo (Dominicaanse Republiek) |
| 27 mei 1995 | Dinardo Rodriguez      |       | Eugene Constacia Wensly Martina | Estadio Quisqueya Santo Domingo (Dominicaanse Republiek) |

|             |                                                                            |       |             |                                                          |
| 27 mei 1995 | Cuba                                                                       | 9 – 0 | Puerto Rico | Estadio Quisqueya Santo Domingo (Dominicaanse Republiek) |
| 27 mei 1995 | Osmin Hernandez Manuel Bobadilla Armando Cruz Raimundo García Armelio Luis |       |             | Estadio Quisqueya Santo Domingo (Dominicaanse Republiek) |

### Groep 2
| Team         | Gsp | W | G | V | DV | DT | DS | Ptn |
| ------------ | --- | - | - | - | -- | -- | -- | --- |
| Frans-Guyana | 4   | 3 | 1 | 1 | 1  | 7  | 5  | +2  |
| Martinique   | 4   | 3 | 1 | 1 | 1  | 5  | 4  | +1  |
| Guadeloupe   | 4   | 3 | 1 | 1 | 1  | 5  | 5  | 0   |
| Suriname     | 4   | 3 | 1 | 1 | 1  | 3  | 6  | –3  |

|            |                     |       |                                            |                                        |
| 9 mei 1995 | Frans-Guyana        | 1 – 3 | Martinique                                 | Stade de Baduel Cayenne (Frans-Guyana) |
| 9 mei 1995 | Evens Morisseau 15' |       | Jean-Marc Emika 35' 40' Joseph Elismar 65' | Stade de Baduel Cayenne (Frans-Guyana) |

|            |                   |       |                         |                                        |
| 9 mei 1995 | Guadeloupe        | 1 – 2 | Suriname                | Stade de Baduel Cayenne (Frans-Guyana) |
| 9 mei 1995 | Georges Wills 20' |       | Ramon Kempenaar 35' 75' | Stade de Baduel Cayenne (Frans-Guyana) |

|             |                                        |       |                                                 |                                        |
| 11 mei 1995 | Frans-Guyana                           | 2 – 2 | Guadeloupe                                      | Stade de Baduel Cayenne (Frans-Guyana) |
| 11 mei 1995 | Remy Aubert 68' Jean-Felix Mettela 78' |       | Christian Pierre-John 25' Jocelyn Coucoutou 50' | Stade de Baduel Cayenne (Frans-Guyana) |

|             |                     |       |                       |                                        |
| 11 mei 1995 | Martinique          | 1 – 1 | Suriname              | Stade de Baduel Cayenne (Frans-Guyana) |
| 11 mei 1995 | Eric Jean-Louis 37' |       | Aschwin Josefzoon 48' | Stade de Baduel Cayenne (Frans-Guyana) |

|             |                                                                         |       |          |                                        |
| 13 mei 1995 | Frans-Guyana                                                            | 4 – 0 | Suriname | Stade de Baduel Cayenne (Frans-Guyana) |
| 13 mei 1995 | Eddy Cincinnat 31' 40' Jean-Pierre Noel 55' Jean-Claude Durcheville 81' |       |          | Stade de Baduel Cayenne (Frans-Guyana) |

|             |                                                |       |                     |                                        |
| 13 mei 1995 | Guadeloupe                                     | 2 – 1 | Martinique          | Stade de Baduel Cayenne (Frans-Guyana) |
| 13 mei 1995 | Christian Pierre-John 75' Patrice Ramssamy 86' |       | Jean-Marc Emica 80' | Stade de Baduel Cayenne (Frans-Guyana) |

### Groep 3
Eerste ronde
|               |                                                   |       |        |                                            |
| 26 maart 1995 | Barbados                                          | 3 – 0 | Guyana | Hadley Court Stadium Bridgetown (Barbados) |
| 26 maart 1995 | Sherwin Mullins Llewellyn Riley Gregory Goodridge |       |        | Hadley Court Stadium Bridgetown (Barbados) |

|              |        |                                                 |          |                                           |
| 2 april 1995 | Guyana | 0 – 4                                           | Barbados | Bourda Cricket Ground Georgetown (Guyana) |
| 2 april 1995 |        | Llewellyn Riley 35' 41' 74' Jerry Alexander 89' |          | Bourda Cricket Ground Georgetown (Guyana) |

|               |                              |       |             |                                                   |
| 21 maart 1995 | Grenada                      | 2 – 0 | Saint Lucia | Grenada National Stadium Saint George's (Grenada) |
| 21 maart 1995 | Rapael Forsyth Ricky Charles |       |             | Grenada National Stadium Saint George's (Grenada) |

|              |                                               |       |         |                                            |
| 9 april 1995 | Saint Lucia                                   | 4 – 0 | Grenada | Mindoo Phillip Park Castries (Saint Lucia) |
| 9 april 1995 | Macmillian Callender Dexter Rismay Titus Elva |       |         | Mindoo Phillip Park Castries (Saint Lucia) |

Tweede ronde
|               |                 |       |                |                                            |
| 30 april 1995 | Barbados        | 1 – 1 | Saint Lucia    | Hadley Court Stadium Bridgetown (Barbados) |
| 30 april 1995 | Llewellyn Riley |       | Michael Edmund | Hadley Court Stadium Bridgetown (Barbados) |

|            |                            |       |                 |                                            |
| 7 mei 1995 | Saint Lucia                | 2 – 1 | Barbados        | Mindoo Phillip Park Castries (Saint Lucia) |
| 7 mei 1995 | Walter Emmanuel Titus Elva |       | Llewellyn Riley | Mindoo Phillip Park Castries (Saint Lucia) |

### Groep 4
Eerste ronde
|               |                                        |       |                            |                                    |
| 26 maart 1995 | Montserrat                             | 3 – 2 | Anguilla                   | Sturge Park Woodlands (Montserrat) |
| 26 maart 1995 | Ian Edwards Julian Wade Everton Morris |       | Wayne Carter Dylon Proctor | Sturge Park Woodlands (Montserrat) |

|              |          |           |            |                                           |
| 2 april 1995 | Anguilla | 0 – 1     | Montserrat | Ronald Webster Park The Valley (Anguilla) |
| 2 april 1995 |          | Curt Webb |            | Ronald Webster Park The Valley (Anguilla) |

|               |          |               |                                |                                |
| 26 maart 1995 | Dominica | 0 – 1         | Saint Vincent en de Grenadines | Windsor Park Roseau (Dominica) |
| 26 maart 1995 |          | Kendall Velox |                                | Windsor Park Roseau (Dominica) |

|              |                                |       |          |                                                          |
| 2 april 1995 | Saint Vincent en de Grenadines | 0 – 0 | Dominica | Arnos Vale Stadium Kingstown, (St. Vincent & Grenadines) |
| 2 april 1995 |                                |       |          | Arnos Vale Stadium Kingstown, (St. Vincent & Grenadines) |

Tweede ronde
|               |                                                                     |       |            |                                                          |
| 30 april 1995 | Saint Vincent en de Grenadines                                      | 9 – 0 | Montserrat | Arnos Vale Stadium Kingstown, (St. Vincent & Grenadines) |
| 30 april 1995 | Rodney Jack Andre Hinds Christopher Harry James Chewitt Wesley John |       |            | Arnos Vale Stadium Kingstown, (St. Vincent & Grenadines) |

|            |            |                                                         |                                |                                    |
| 7 mei 1995 | Montserrat | 0 – 11                                                  | Saint Vincent en de Grenadines | Sturge Park Woodlands (Montserrat) |
| 7 mei 1995 |            | Rodney Jack Andre Hinds James Chewitt Christopher Harry |                                | Sturge Park Woodlands (Montserrat) |

### Groep 5
Eerste ronde
|               |              |                           |                      |              |
| 19 maart 1995 | Sint Maarten | 0 – 2                     | Saint Kitts en Nevis | Sint Maarten |
| 19 maart 1995 |              | Keith Gumbs Rohan Francis |                      | Sint Maarten |

|               |                      |       |              |                                               |
| 26 maart 1995 | Saint Kitts en Nevis | 0 – 1 | Sint Maarten | Warner Park Basseterre (Saint Kitts en Nevis) |
| 26 maart 1995 |                      |       |              | Warner Park Basseterre (Saint Kitts en Nevis) |

|  |                    |               |                        |  |
|  | Antigua en Barbuda | Niet gespeeld | Britse Maagdeneilanden |  |
|  |                    |               |                        |  |

Tweede ronde
|               |                      |       |                    |                                               |
| 30 april 1995 | Saint Kitts en Nevis | 1 – 1 | Antigua en Barbuda | Warner Park Basseterre (Saint Kitts en Nevis) |
| 30 april 1995 | Austin Huggins       |       | Garfield Gonsalves | Warner Park Basseterre (Saint Kitts en Nevis) |

|             |                                                       |                                  |                                               |                                               |
| 21 mei 1995 | Antigua en Barbuda Garfield Gonsalves Derrick Edwards | 2 – 2 (n.v.) Strafschoppen 4 – 3 | Saint Kitts en Nevis Keith Gumbs Dwight Kelly | Yasco Stadium St. John's (Antigua en Barbuda) |
| 21 mei 1995 |                                                       |                                  |                                               | Yasco Stadium St. John's (Antigua en Barbuda) |

## Gekwalificeerde landen
| Ploeg                          | Kwalificatie  | Aantal deelnames | Beste prestatie |
| ------------------------------ | ------------- | ---------------- | --------------- |
| Kaaimaneilanden                | Gastland      | 3                | Groepsfase      |
| Jamaica                        | Gastland      | 5                | Winnaar         |
| Trinidad en Tobago             | Kampioen 1994 | 7                | Winnaar         |
| Cuba                           | nr. 1 Groep 1 | 2                | Vierde          |
| Frans-Guyana                   | nr. 1 Groep 2 | 1                | Debuut          |
| Saint Lucia                    | nr. 1 Groep 3 | 3                | Derde           |
| Saint Vincent en de Grenadines | nr. 1 Groep 4 | 5                | Groepsfase      |
| Antigua en Barbuda             | nr. 1 Groep 5 | 2                | Groepsfase      |

## Groepsfase

### Groep A
| Team                           | Ptn | Gsp | W | G | V | DV | DT | DS |
| ------------------------------ | --- | --- | - | - | - | -- | -- | -- |
| Saint Vincent en de Grenadines | 7   | 3   | 2 | 1 | 0 | 10 | 4  | +6 |
| Kaaimaneilanden                | 7   | 3   | 2 | 1 | 0 | 5  | 2  | +3 |
| Antigua en Barbuda             | 3   | 3   | 1 | 0 | 2 | 3  | 8  | –5 |
| Frans-Guyana                   | 0   | 3   | 0 | 0 | 3 | 2  | 6  | –4 |

|              |                 |       |                    |                                |
| 21 juli 1995 | Kaaimaneilanden | 2 – 0 | Antigua en Barbuda | Grand Cayman (Kaaimaneilanden) |
| 21 juli 1995 | Lee Ramoon      |       |                    | Grand Cayman (Kaaimaneilanden) |

|              |              |       |                                |                                |
| 21 juli 1995 | Frans-Guyana | 1 – 3 | Saint Vincent en de Grenadines | Grand Cayman (Kaaimaneilanden) |
| 21 juli 1995 | Jose Saibou  |       | Rodney Jack Kendall Velox      | Grand Cayman (Kaaimaneilanden) |

|              |                    |       |                                                           |                                |
| 23 juli 1995 | Antigua en Barbuda | 1 – 5 | Saint Vincent en de Grenadines                            | Grand Cayman (Kaaimaneilanden) |
| 23 juli 1995 | Garfield Gonsalves |       | Rodney Jack Kendall Velox pen.' Andre Hinds Tyrone Prince | Grand Cayman (Kaaimaneilanden) |

|              |                 |       |              |                                |
| 23 juli 1995 | Kaaimaneilanden | 1 – 0 | Frans-Guyana | Grand Cayman (Kaaimaneilanden) |
| 23 juli 1995 | Kim Samuels     |       |              | Grand Cayman (Kaaimaneilanden) |

|              |                                    |       |                  |                                |
| 25 juli 1995 | Antigua en Barbuda                 | 2 – 1 | Frans-Guyana     | Grand Cayman (Kaaimaneilanden) |
| 25 juli 1995 | Garfield Gonsalves Derrick Edwards |       | St. Ange Golitin | Grand Cayman (Kaaimaneilanden) |

|              |                             |       |                                |                                |
| 25 juli 1995 | Kaaimaneilanden             | 2 – 2 | Saint Vincent en de Grenadines | Grand Cayman (Kaaimaneilanden) |
| 25 juli 1995 | Carlos Welcome Arden Rivers |       | Rohan Keizer                   | Grand Cayman (Kaaimaneilanden) |

### Groep B
| Team               | Ptn. | Gsp. | W | G | V | DV | DT | DS |
| ------------------ | ---- | ---- | - | - | - | -- | -- | -- |
| Trinidad en Tobago | 6    | 3    | 2 | 0 | 1 | 7  | 1  | +6 |
| Cuba               | 6    | 3    | 2 | 0 | 1 | 4  | 3  | +1 |
| Jamaica            | 6    | 3    | 2 | 0 | 1 | 4  | 3  | +1 |
| Saint Lucia        | 0    | 3    | 0 | 0 | 3 | 1  | 9  | –8 |

|              |                                   |       |                |                                                         |
| 19 juli 1995 | Jamaica                           | 2 – 1 | Saint Lucia    | National Stadium Kingston (Jamaica) Toeschouwers: 2.000 |
| 19 juli 1995 | Onandi Lowe 10' Hector Wright 59' |       | Titus Elva 37' | National Stadium Kingston (Jamaica) Toeschouwers: 2.000 |

|              |      |                   |                    |                                                         |
| 19 juli 1995 | Cuba | 0 – 2             | Trinidad en Tobago | National Stadium Kingston (Jamaica) Toeschouwers: 2.000 |
| 19 juli 1995 |      | Angus Eve 31' 76' |                    | National Stadium Kingston (Jamaica) Toeschouwers: 2.000 |

|              |                   |       |                               |                                           |
| 21 juli 1995 | Jamaica           | 1 – 2 | Cuba                          | Montego Bay (Jamaica) Toeschouwers: 3.000 |
| 21 juli 1995 | Theodore Whitmore |       | Osmin Hernández Ariel Alvarez | Montego Bay (Jamaica) Toeschouwers: 3.000 |

|              |             |                                        |                    |                                           |
| 21 juli 1995 | Saint Lucia | 0 – 5                                  | Trinidad en Tobago | Montego Bay (Jamaica) Toeschouwers: 3.000 |
| 21 juli 1995 |             | Arnold Dwarika Leonson Lewis Angus Eve |                    | Montego Bay (Jamaica) Toeschouwers: 3.000 |

|              |                 |       |             |                                                         |
| 23 juli 1995 | Cuba            | 2 – 0 | Saint Lucia | National Stadium Kingston (Jamaica) Toeschouwers: 1.890 |
| 23 juli 1995 | Lázaro Dalcourt |       |             | National Stadium Kingston (Jamaica) Toeschouwers: 1.890 |

|              |                   |       |                    |                                                         |
| 23 juli 1995 | Jamaica           | 1 – 0 | Trinidad en Tobago | National Stadium Kingston (Jamaica) Toeschouwers: 1.890 |
| 23 juli 1995 | Theodore Whitmore |       |                    | National Stadium Kingston (Jamaica) Toeschouwers: 1.890 |

## Knock-outfase
|  | halve finale                   | halve finale           |   |                        | finale                         | finale |
|  |                                |                        |   |                        |                                |        |
|  | 27 juli – Grand Cayman         |                        |   |                        |                                |        |
|  | Saint Vincent en de Grenadines | 3                      |   |                        |                                |        |
|  | Cuba                           | 2                      |   |                        |                                |        |
|  |                                |                        |   |                        |                                |        |
|  |                                |                        |   |                        | 30 juli – Grand Cayman         |        |
|  |                                |                        |   |                        | Saint Vincent en de Grenadines | 0      |
|  |                                | Trinidad en Tobago     | 5 |                        |                                |        |
|  |                                |                        |   |                        |                                |        |
|  |                                |                        |   |                        | derde plaats                   |        |
|  | 28 juli – Grand Cayman         | 28 juli – Grand Cayman |   | 30 juli – Grand Cayman | 30 juli – Grand Cayman         |        |
|  | Kaaimaneilanden                | 2                      |   | Kaaimaneilanden        | 0                              |        |
|  | Trinidad en Tobago             | 9                      |   |                        | Cuba                           | 3      |

### Halve Finale
|              |                                                   |       |                                        |                                |
| 27 juli 1995 | Saint Vincent en de Grenadines                    | 3 – 2 | Cuba                                   | Grand Cayman (Kaaimaneilanden) |
| 27 juli 1995 | Andre Hinds 46' Rodney Jack 48' Tyrone Prince 51' |       | Osmin Hernandez 13' Daniel Garrido 68' | Grand Cayman (Kaaimaneilanden) |

|              |                           |       |                                                     |                                |
| 28 juli 1995 | Kaaimaneilanden           | 2 – 9 | Trinidad en Tobago                                  | Grand Cayman (Kaaimaneilanden) |
| 28 juli 1995 | Gary Whittaker Lee Ramoon |       | Leonson Lewis Angus Eve Arnold Dwarika Dexter Cyrus | Grand Cayman (Kaaimaneilanden) |

### Troostfinale
|              |                 |                                           |      |                                |
| 30 juli 1995 | Kaaimaneilanden | 0 – 3                                     | Cuba | Grand Cayman (Kaaimaneilanden) |
| 30 juli 1995 |                 | Lazaro Darcourt Martinez Manuel Bobadilla |      | Grand Cayman (Kaaimaneilanden) |

### Finale
|              |                                                                                                |       |                                |                                                     |
| 30 juli 1995 | Trinidad en Tobago                                                                             | 5 – 0 | Saint Vincent en de Grenadines | Grand Cayman (Kaaimaneilanden) Toeschouwers: 10.000 |
| 30 juli 1995 | Angus Eve 35' Dexter Brown (o.g) 37' Clint Marcelle 38' Terry St. Louis 65' Arnold Dwarika 68' |       |                                | Grand Cayman (Kaaimaneilanden) Toeschouwers: 10.000 |

| Kampioen Caribbean Cup 1995 |
| --------------------------- |
|                             |
| TRINIDAD EN TOBAGO 4e titel |

 Trinidad en Tobago en  Saint Vincent en de Grenadines plaatsen zich voor de CONCACAF Gold Cup 1996.